# Dracula's Daughter
Dracula's Daughter és una pel·lícula de terror de vampirs estatunidenca del 1936 produïda per Universal Pictures com a seqüela de la pel·lícula de 1931 Dracula. Dirigida per Lambert Hillyer a partir d'un guió de Garrett Fort, la pel·lícula és protagonitzada per Otto Kruger, Gloria Holden en el paper principal i Marguerite Churchill, i inclou com l'únic membre del repartiment de l'original, Edward Van Sloan encara que el nom del seu personatge va ser modificat de "Van Helsing" a "Von Helsing".
Dracula's Daughter explica la història de la comtessa Marya Zaleska, la filla del comte Dràcula i ella mateixa un vampir. Després de la mort de Dràcula, ella creu que destruint el seu cos, s'alliberarà de la seva influència i viurà amb normalitat. Quan això falla, recorre a un psiquiatre, el doctor Jeffrey Garth (Kruger). La Comtessa segresta l'ajudant del Dr. Garth, Janet (Marguerite Churchill), i la porta a Transsilvània, donant lloc a una batalla entre el Dr. Garth i la Comtessa en un intent d'ell per salvar la Janet.
Basat ostensiblement en un capítol suprimit de la novel·la de Bram Stoker Dràcula (1897), publicada el 1914 com a història sota el nom de Dracula's Guest la pel·lícula no s'assembla al material original. Fonts modernes també diuen que la pel·lícula es basava lliurement en Carmilla, una novel·la gòtica de 1872 de Joseph Sheridan Le Fanu, que sovint es cita com la primera obra britànica publicada de ficció per tractar les relacions lesbianes.
David O. Selznick va comprar els drets del material de Stoker per Metro-Goldwyn-Mayer, però Universal els va comprar el 1934, amb els drets per tornar a MGM si Universal no començava la producció a l'octubre de 1935, data més tard ampliada fins al febrer de 1936. Universal va precipitar la producció de la pel·lícula en aquell mes, amb el guió només parcialment completat, per complir aquest termini. La pel·lícula es va assignar per primera vegada a James Whale, però el cap de producció d'Universal Carl Laemmle, Jr. finalment va contractar a Hillyer com a director.
Tot i que no va tenir tant èxit com l'original quan es va estrenar, la pel·lícula va ser generalment ben revisada. En les dècades intermèdies, la crítica ha estat profundament dividida. Els crítics i erudits contemporanis han observat els suposats matisos lèsbics de la pel·lícula, que Universal va explotar en alguns dels primers anuncis.

## Trama
Després d'haver destruït al comte Dràcula, el Professor Von Helsing és arrestat per dos policies de Whitby, el sergent Wilkes i l'agent Albert. El porten a Scotland Yard, on explica a Sir Basil Humphrey que sí que va destruir el comte Dràcula, però com que ja havia estat mort durant més de 500 anys, no es pot considerar un assassinat. En lloc de contractar un advocat, demana l'ajuda d'un psiquiatre, el doctor Jeffrey Garth, que una vegada va ser un dels seus estudiants estrella.
El sergent Wilkes surt de la presó de Whitby per trobar-se amb un oficial de Scotland Yard a l'estació de tren. Mentrestant, la filla de Dràcula, la comtessa Marya Zaleska, entra a la presó i hipnotitza l'Albert amb el seu anell de joies i amb l'ajuda del seu criat, Sandor, roba el cos de Dràcula de la presó de Whitby, i després de tirar sal a la pira, crema ritualment el cos de Dràcula amb l'esperança de trencar la seva maledicció del vampirisme. Tanmateix, Sandor aviat comença a desanimar-la, dient-li que tot el que té als seus ulls és "la mort". Aviat cedeix a la seva set de sang. La comtessa reprèn la seva caça, hipnotitzant les seves víctimes amb el seu exòtic anell de joies. Després d'una trobada casual amb el doctor Garth en una festa de la societat, la comtessa li demana que l'ajudi a superar la influència que sent des de més enllà de la tomba. El metge li aconsella que derroti els seus desitjos enfrontant-s'hi, i la comtessa té l'esperança que la seva voluntat, a més de la ciència del doctor Garth, sigui prou forta com per vèncer la malevolencia de Dràcula.
La comtessa envia en Sandor a buscar-li una model per pintar. Veu una dona jove bonica, Lili, i la segueix fins a un pont. La dona s'atura a la barana mirant cap avall. Sandor li promet menjar, calidesa i diners. Ella dubta, però Sandor explica que la busca per la seva amant. Lili torna amb Sandor. La comtessa Zaleska inicialment resisteix els seus impulsos, però sucumbeix i l'ataca. Lili sobreviu a l'atac i és examinada pel Dr. Garth mitjançant la hipnosi; ella revela prou informació per fer saber al doctor Garth que la comtessa Zaleska va ser qui la va atacar, però pateix una insuficiència cardíaca i mor. La Comtessa renuncia a lluitar contra els seus impulsos i accepta que una cura no és possible; ella atrau el doctor Garth a Transsilvània segrestant Janet Blake, la seva secretària, amb qui manté una relació d'antagònica juganera, però ara s'adona que es preocupa per ella. Zaleska té la intenció de transformar el Dr. Garth en un vampir perquè sigui el seu company etern. En arribar al castell de Dràcula a Transsilvània, el doctor Garth accepta canviar la seva vida per la de Janet. Abans que pugui ser transformada, la comtessa Zaleska és destruïda quan Sandor li dispara al cor amb una fletxa com a venjança perquè ha incomplert la seva promesa de fer-lo immortal. Apunta al doctor Garth, però és mort a trets per un policia de Scotland Yard, que juntament amb Von Helsing, ha seguit el doctor Garth des de Londres.

## Repartiment
- Otto Kruger com el Dr. Jeffrey Garth
- Gloria Holden com la comtessa Marya Zaleska, la filla de Dràcula
- Marguerite Churchill com a Janet Blake
- Irving Pichel com a Sandor
- Halliwell Hobbes com a Hawkins
- Billy Bevan com Albert
- Nan Grey com a Lili
- Hedda Hopper com Lady Esme Hammond
- Claud Allister com Sir Aubrey
- Gilbert Emery com Sir Basil Humphrey, Scotland Yard
- Edward Van Sloan com a Professor Von Helsing
- Edgar Norton com Hobbs, el majordom de Sir Humphrey
- E. E. Clive com el sergent Wilkes
- Christian Rub com a cotxer (sense acreditar)
- Vernon Steele com a Squires (sense acreditar)
- Fred Walton com el Dr. Beemish (sense acreditar)

Font:

## Producció

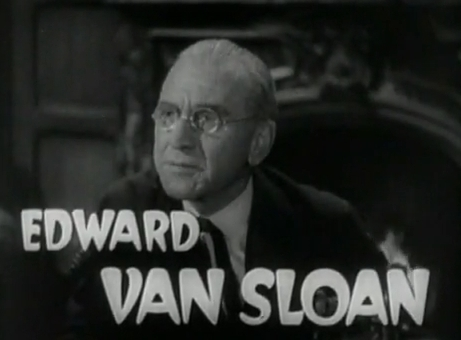
Edward Van Sloan com a Von Helsing

Universal originalment no tenia els drets de "Dracula's Guest", un capítol eliminat de la novel·la original de Bram Stoker, que es va publicar el 1914, després de la mort de Stoker, com a història, i que era el suposat material font de la pel·lícula. L'executiu de Metro-Goldwyn-Mayer David O. Selznick va negociar un contracte el 1933 amb la vídua de Stoker, Florence, per comprar els drets del capítol per un avançament de 500 dòlars contra un preu de compra de 5.000 dòlars. Els advocats i executius de MGM estaven preocupats per l'ús de la paraula "Dràcula" al títol de la pel·lícula, tement que Universal emprengués accions legals, encara que el contracte de Selznick amb Stoker enumerava explícitament "Dracula's Daughter" com a possible títol alternatiu. El projecte va rebre el nom en clau "Tarantula" en correspondència. Universal va comprar els drets a MGM el 1934, però tornarien a MGM si Universal no començava la producció a l'octubre de 1935, data posteriorment ampliada fins al febrer de 1936. Universal va precipitar la producció de la pel·lícula aquell mes, amb el guió només parcialment completat, per complir aquest termini.
Fonts modernes informen que la pel·lícula també es va basar lliurement en Carmilla, una novel·la gòtica de 1872 de Joseph Sheridan le Fanu, que sovint es cita com la primera obra de ficció britànica publicada per tractar les relacions lesbianes. nom=afi />
Selznick va contractar John L. Balderston, que havia treballat anteriorment el 1931 a Dracula i Frankenstein, per escriure el guió. El guió de Balderston va implicar lligar caps solts de la pel·lícula original. En ell, Von Helsing torna a Transsilvània per destruir les tres núvies vampir vistes a Dràcula, però passa per alt una quarta tomba que amaga la filla de Dràcula. Ella el segueix de tornada a Londres i opera amb el nom de "Comtessa Szekelsky". Ella ataca un jove aristòcrata, i Von Helsing i la nòvia de l'aristòcrata la rastregen fins a Transsilvània i la destrueixen. El guió incloïa escenes que implicaven que a la filla de Dràcula li agradava torturar les seves víctimes masculines, i que mentre estava sota el seu control, als homes també els agradava. També es van incloure fotografies de les cambres de la comtessa proveïdes de fuets i corretges, que mai no utilitzaria a la pantalla però que el seu ús podia imaginar el públic. Independentment de les objeccions que la Production Code Administration (PCA) hauria plantejat a molts aspectes de l'escenari, el guió de Balderston mai no es podria haver filmat perquè el contracte de Selznick amb Stoker li va prohibir expressament utilitzar cap personatge de Bram Stoker que no ho aparegués a "Dracula's Guest". Selznick va revendre els drets de "Dracula's Guest" a Universal l'octubre de 1934 o setembre de 1935 per 12.500 dòlars, que incloïen els drets sobre l'escenari de Balderston. L'estudiós del cinema de terror David J. Skal teoritza que aquesta va ser la motivació real de Selznick per comprar els drets en primer lloc, per beneficiar-se del desig d'Universal d'una seqüela lligant l'únic material font evident. Una condició de la venda era que els drets tornarien a MGM si Universal no començava la producció a l'octubre de 1935, data ampliada posteriorment fins al febrer de 1936.

### Director
El cap de l'estudi Universal Carl Laemmle, Jr. (anomenat "Junior") volia que James Whale, fresc del seu gran èxit amb La núvia de Frankenstein, dirigís Dracula's Daughter. Whale estava esperant que Irene Dunne acabés de rodar Magnificent Obsession, perquè pogués començar a treballar a Shos Boat. Desconfiat de dirigir dues pel·lícules de terror seguides, Whale va convèncer Laemmle de comprar els drets d'una novel·la de misteri anomenada The Hangover Murders. Laemmle va acceptar només després d'extreure una promesa de Whale que dirigiria Dracula's Daughter a continuació. Whale va completar el treball a la pel·lícula, Remember Last Night?, el 14 de setembre de 1935. Magnificent Obsession va acabar el rodatge el 29 d'octubre. Amb Dunne alliberada, Whale va començar a treballar a Show Boat. Laemmle el va substituir per A. Edward Sutherland, més conegut pel seu treball en comèdies. Sutherland tenia tan poc interès per Dracula's Daughter com Whale, i aviat va deixar l'estudi, així que Hillyer va passar a dirigir-la.

### El guió d'Universal
Un tractament de John L. Balderston va ser presentat a Universal el gener de 1934, i podria haver estat presentat a MGM abans. Un altre tractament breu de Kurt Neumann va ser rebutjat per Universal.
El primer guió de la pel·lícula Universal va ser escrit per R. C. Sherriff i presentat el juliol de 1935. Va començar amb tres escenes ambientades al segle xiv i centrades en la llegenda de Dràcula. Després va passar a l'actualitat, centrant-se en dues parelles promeses que visiten Transsilvània. Els homes exploren les ruïnes del castell de Dràcula. Més tard es troba un, boig, i l'altre desapareix. El professor Von Helsing és convocat i ell segueix l'home desaparegut fins a Londres, on està sotmès a la filla de Dràcula, la comtessa Szelinski (sic). Quan intenta fugir amb el seu esclau cap a Orient en vaixell, Von Helsing i tres persones més reserven un pas al mateix vaixell. Durant una violenta tempesta, Von Helsing destrueix la filla de Dràcula, i amb el seu control sobre els homes captius, l'escenari es tanca amb un matrimoni doble. Aquesta versió es va presentar el 28 d'agost de 1935 a la British Board of Film Censors, que la va rebutjar, dient en part que "Dracula's Daughter requeriria mitja dotzena... d'idiomes per expressar adequadament la seva bestialitat". El 10 de setembre, Sherriff es va reunir amb representants de BBFC i va presentar un guió revisat dos dies després. Aquest guió es va aprovar, però com que els seus detalls no van ser registrats pel BBFC, es desconeix fins a quin punt era diferent de l'original o fins a quin punt es va retenir algun d'aquest escenari al guió final.
Universal va presentar el primer esborrany de Sheriff a la Production Code Administration (PCA) el 5 de setembre de 1935, i va trobar una resistència més forta del cap de PCA Joseph Breen que la dels censors britànics. Breen va informar que el guió "conté innombrables coses ofensives que fan que la pel·lícula sigui totalment impossible d'aprovar sota el codi de producció". Un segon esborrany es va presentar el 21 d'octubre, però també va ser rebutjat, amb moltes de les objeccions de Breen centrades en les escenes del segle xiv en què apareixia el mateix Dràcula. No és clar si aquesta presentació era la mateixa que el BBFC havia aprovat anteriorment. Un tercer esborrany de Sheriff es va presentar tres dies després, i el quart i darrer esborrany de Sherriff va ser el 10 de novembre. Tot continuava sent inacceptable, i el biògraf de Whale, James Curtis, suggereix que Whale, que no tenia cap interès en el projecte i temia que el seu compromís amb ell pogués costar el seu control sobre el rodatge de Show Boat, va animar Sherriff a presentar versions cada cop més inacceptables amb l'esperança de sortir de la pel·lícula. El 14 de gener de 1936, el productor E. M. Asher va aconsellar Breen que el guió Sherriff no s'utilitzaria i que es crearia un guió nou des de zero.
Les tasques de guió es van assignar llavors a Garrett Fort, que va presentar un esborrany el gener de 1936 i un segon esborrany al febrer. Asher, Fort i l'executiu d'Universal, Harry Zehner, es reuniren amb els funcionaris del codi de producció al febrer, durant el qual se li va demanar a Universal que s'escrigués l'escena en què Lili posa per a Marya perquè no es suggerís que Lili estigués nua o que no es fes cap indicació d'un "desig sexual pervers per part de Marya o d'un intent d'atac sexual per part d'ella a Lili".
L'esborrany de febrer de Fort, revisat per Charles Belden el març de 1936, sembla ser la versió utilitzada per rodar la pel·lícula, que va ser vista i aprovada pel PCA a l'abril. Fort és l'únic col·laborador del guió que ha rebut crèdit a la pantalla, juntament amb Stoker.

### Càsting

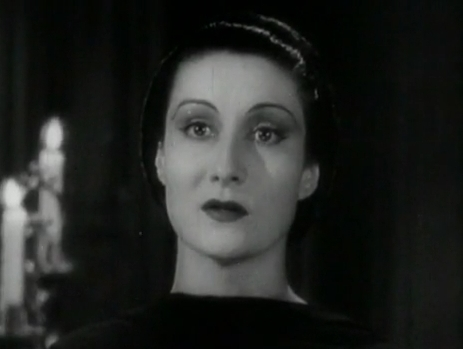
Gloria Holden

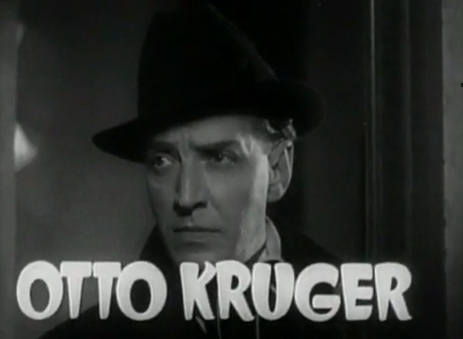

Dracula's Daughter va ser el primer paper protagonista de Gloria Holden i, segons es diu, estava molt disgustada per haver-se'n assignat. Com molts actors, Holden menyspreava les pel·lícules de terror. També havia vist Bela Lugosi lluitar al llarg dels anys des que va fer Dràcula per alliberar-se de l’encasellament, i temia que el paper li portaria a ella la mateixa sort. El crític Mark Clark creu que, irònicament, el fàstic de Holden pel paper pot haver provocat la qualitat de la seva interpretació: "El seu menyspreu pel paper es tradueix en una mena d'auto-odi que s'adapta perfectament al seu personatge problemàtic".
Inicialment, Lugosi i Jane Wyatt havien de protagonitzar la pel·lícula. Universal també va anunciar que Boris Karloff i Colin Clive, que havien protagonitzat junts Frankenstein i La núvia de Frankenstein, apareixerien, i que Cesar Romero interpretaria al Dr. Garth amb Lugosi fent de Dràcula i Wyatt interpretant a Lili, que finalment va ser interpretada per l'actriu Nan Grey perquè Gray era una rossa, donant contrast amb ella i l'actriu Gloria Holden que tenia els cabells negres. Segons The Hollywood Reporter, Universal havia buscat Herbert Marshall per al paper de Sandor, abans de triar Pichel. Cap d'ells va aparèixer excepte, d'alguna manera, Lugosi, en forma de bust de cera modelat a la seva imatge per utilitzar-lo al taüt de Dràcula. Algunes fonts informen que Lugosi va rebre un pagament de fins a 4.000 dòlars per la seva implicació avortada, però l'únic registre confirmat de qualsevol acord financer és una carta en la qual Lugosi consent l'ús de la seva semblança sense cap cost per crear el bust de cera.

### Rodatge

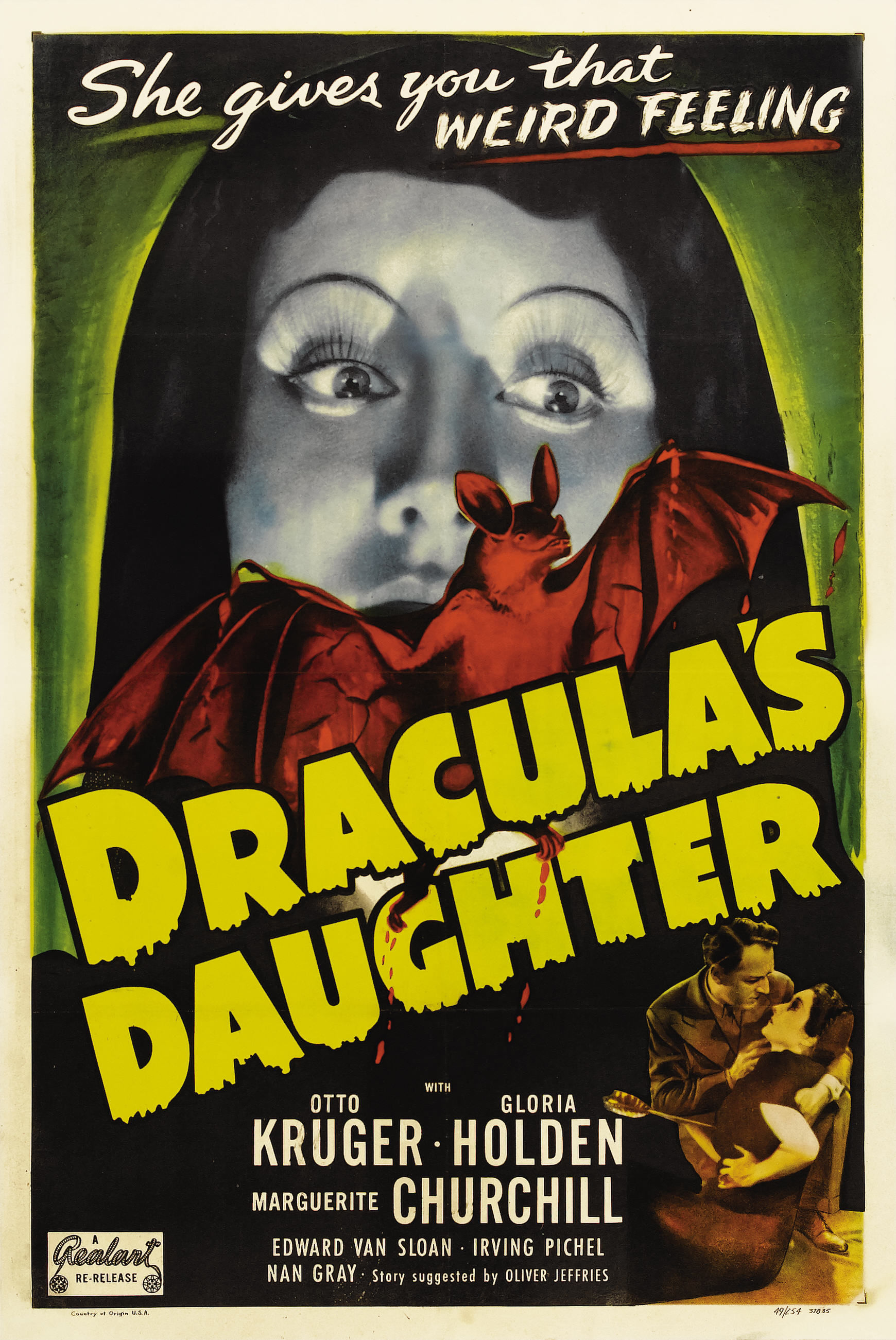
Cartell cinematogràfic

El rodatge de Dracula's Daughter va començar el 4 de febrer de 1936, es va començar a produir abans que Fort hagués completat el guió, a causa d'una clàusula de termini a l'opció d'Universal de la propietat de Selznick. El guió no es va finalitzar fins que el rodatge portava tres setmanes en marxa. La pel·lícula es va completar el 10 de març. Malgrat les ordres de l'estudi de rodar la pel·lícula amb un programa de set dies a la setmana, el rodatge va durar set dies per sobre del seu programa i 50.000 dòlars per sobre del pressupost, i el cost final de la pel·lícula va comptar amb 278.380 dòlars.
Dracula's Daughter a ser l'última del primer cicle de pel·lícules de Universal Horror que es va remuntar als anys vint. Públicament, Universal va dir que era perquè una prohibició britànica de les pel·lícules de terror reduiria massa els ingressos que aquestes pel·lícules podrien generar. De fet, el cicle es va suspendre perquè, just abans d'acabar el rodatge de Dracula's Daughter, la família Laemmle havia perdut el control d'Universal. A causa de l'excés de costos en diverses pel·lícules, Junior Laemmle es va veure obligat a demanar prestat 1.000.000 de dòlars l'1 de novembre de 1935. Els diners provenien de J. Cheever Cowdin, cap de la Standard Capital Corporation, i de Charles R. Rogers. Quan es va reclamar el préstec el març de l'any següent, Universal no va poder pagar-lo. Standard va assumir el control de l'estudi el 4 de març i Rogers va substituir Junior com a cap de producció. A Rogers no li agradaven les pel·lícules de terror, i va tancar la seva producció després del llançament de Dracula's Daughter per centrar-se en els musicals de Deanna Durbin. Universal no va tornar al gènere de terror durant tres anys, quan va llançar Son of Frankenstein el 1939.

### Altres aspectes de producció
El maquillador Jack Pierce i el supervisor d'efectes especials John P. Fulton van treballar junts, especialment en el disseny de maquillatge de Holden. Van combinar una il·luminació especial amb un maquillatge verd grisenc per a les escenes finals de Holden, creant una pal·lidesa que contrastava amb els maquillatges més normals de carn dels altres de l'escena. Heinz Roemheld va compondre la banda sonora i Albert S. D'Agostino van rectificar el conjunt del castell de Dràcula de Charles D. Hall i van crear nous conjunts, inclòs un pont de Londres, el pantà on es crema el cos de Dràcula, i l’apartament de la comtessa Zaleska.

## Resposta crítica
The New York Times va donar a Dracula's Daughter una ressenya sòlida, tot i que una mica irònica, després de la seva estrena, citant els "esdeveniments sagnants" de la pel·lícula i assenyalant que "Gloria Holden és una dona ratpenat notablement convincent" en concloure que la pel·lícula és "bastant terrorífica" i "una petita pel·lícula de terror simpàtica". Variety també va elogiar la producció i el rendiment de Holden en particular. Malgrat l'aprovació de la crítica, Dracula's Daughter no va tenir el mateix èxit de taquilla que l'original.
Les crítiques posteriors de Dracula's Daughter estan clarament dividides. Entertainment Weekly, revisant la pel·lícula després de la seva estrena en vídeo, la va anomenar "una de les pel·lícules de vampirs més satisfactòries que s'han fet mai". Descrivint les imatges del director Hillyer com "exuberants, evocadores i impregnades amb el clarobscur gòtic adequat" i assenyalant que "Gloria Holden, com a protagonista del vampir reticent, degota absolutament l'erotisme patrici", EW conclou que aquesta pel·lícula és millor que el Dràcula original de Lugosi.
Ryan Cracknell d'Apollo Movie Guide, tot i que es va fer ressò de l'elogi per l'actuació d'Holden, tanmateix, va trobar que la pel·lícula "no aguanta tan bé avui". Citant el que veu com un ritme lent i "extrems llargs de diàlegs exagerats", Cracknell compara la pel·lícula amb "llegir un llibre de text, no és la cosa més emocionant del món, però proporciona coneixements i perspectives sobre la base. de les primeres pel·lícules de terror i quantes similituds es transmeten a les pel·lícules de fa mig segle i més tard." Michael W. Phillips, Jr., n’està d'acord, dient que la pel·lícula és "una millora marcada respecte a la pel·lícula original, [però] encara una mica de somni, confiant massa en la comèdia forçada i no prou en el suspens o l'ensurt". Phillips torna a elogiar l'actuació de Holden i també la representació de Sandor per Pichel, però troba la resta del repartiment feble.

## Influència
L'autora de terror Anne Rice ha anomenat Dracula's Daughter com a inspiració directa per a la seva pròpia ficció de vampirs homoeròtica. Va nomenar un bar a la seva novel·la The Queen of the Damned "Dracula's Daughter" en honor de la pel·lícula. L'autor Ramsey Campbell, sota el pseudònim "Carl Dreadstone", va escriure una novel·lització de la pel·lícula també titulada Dracula's Daughter que es va publicar el 1977. Una versió de ficció juvenil, escrita per Carl R. Green, William R. Sanford i Howard Schroeder, es va publicar el 1985. Alguns observadors han suggerit que la pel·lícula va servir d'inspiració per a Sunset Blvd., assenyalant les similituds entre els contorns. de cada pel·lícula. La pel·lícula de Michael Almereyda de 1994 Nadja ha estat descrita com un "remake no oficial" de Dracula's Daughter.

## Implicacions lesbianes

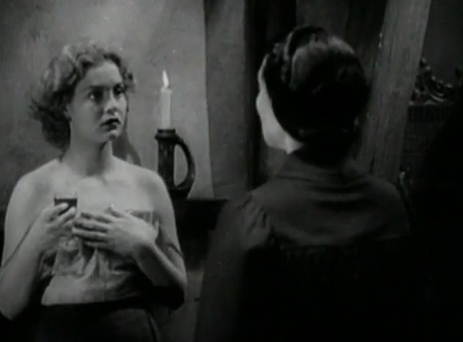
"Salveu les dones de Londres de la filla de Dràcula!" La comtessa Zaleska sedueix a Lili.

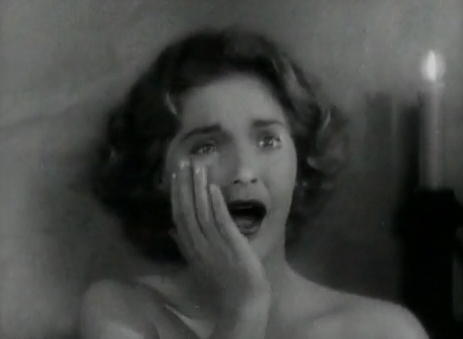
Nan Grey

El vampir lesbià ha estat una tendència a la literatura que es remunta a la novel·la de 1872 de Joseph Sheridan le Fanu "Carmilla". Dracula's Daughter va marcar la primera vegada que la tendència fou incorporada a una pel·lícula. Les implicacions lesbianes de Dracula's Daughter van ser òbvies des del principi i van preocupar molt l'Administració del codi de producció. El cap de PCA, Breen, va prestar especial atenció a l'escena entre la comtessa i la seva model, Lili, escrivint: "Això necessitarà una manipulació molt acurada per evitar qualsevol sabor qüestionable". El dia abans de rodar l'escena, Harry Zehner d'Universal va demanar a Breen que llegís un esborrany de l'escena. En resposta, Breen va escriure:
| « | La proposta actual que... Lili posa al nu es canviarà. Ella posarà el coll i les espatlles, i no hi haurà cap suggeriment que es vesteixi, i no hi haurà exposició de la seva persona. També es va afirmar que la present seqüència incompleta anirà seguida d'una escena en què la Lili és portada a un hospital i allí s'establirà definitivament que ha estat atacada per un vampir. Tota la seqüència es tractarà de manera que s'eviti qualsevol suggeriment de desig sexual pervers per part de Marya o un intent d'atac sexual per part d'ella a Lili. | » |

L'historiador del cinema gai Vito Russo va assenyalar al seu llibre The Celluloid Closet que Universal va destacar l'atracció de la comtessa Zaleska per les dones en alguns dels seus anuncis originals per a la pel·lícula, fent servir el lema "Salvem les dones de Londres de la filla de Dràcula!" A més, va citar la comtessa Zaleska com a exemple de la presentació de "l'essència de l'homosexualitat com una debilitat depredadora". Alguns crítics de l'època van recollir i condemnar el contingut lèsbic, inclòs el New York World-Telegram, que va assenyalar la tendència de la comtessa a passejar "donant l'ull a les noies dolces". ". Altres ressenyes ho van perdre completament, inclòs l'esmentat The New York Times, que aconsellava "Assegureu-vos de portar els nens". Entertainment Weekly descriu la trobada entre la comtessa i la Lili com "tan calenta que és impossible imaginar com va passar els censors dels anys 30" mentre que Time Out London només troba un "subtil suggeriment" de lesbianisme. L'estudiós del terror Skal assenyala que l'escena s'ha arribat a veure com una "seqüència 'lesbiana' clàssica, tot i que d'una banda decididament negativa". L'escena entre la comtessa Zaleska i Lili es va incloure a l'adaptació de la pel·lícula documental del llibre de Russo el 1995.
Una altra escena amb tinyis lèsbics que ha rebut menys atenció crítica arriba quan la comtessa manté captiva a Janet. Descrita com "el petó més llarg mai filmat", la comtessa Zaleska "plana amorosament sobre Janet... flota... i planeja... baixant lentament per besar la Janet jacent ..." fins que va ser interromput per l'arribada del Dr. Garth.
Un article de 1998 publicat per Bright Lights Film Journal deia que "Gloria Holden en el paper principal va redefinir gairebé per si sola el vampir de la pel·lícula dels anys 20 com un impressionant xuclasangs d'euro-carnisser", però fa una comparació implícita entre la recerca de comtessa Zaleska per curar el seu vampirisme mitjançant la psiquiatria i l'antiga posició de la psiquiatria principal de l'homosexualitat com a malaltia mental. El creuament de Zaleska pels carrers de Londres es considera paral·lel al crising (tot i que tendeix a ser una activitat gai masculina) i suggereix "la imatge de la societat de la lesbiana com a depredadora sense ànima", però la conclusió és que "La cara de Holden, impactant i semblant a una màscara i els ulls lluminosos i inquietants [són] l'essència embriagadora del poder lesbià transgressor".